# Зулендър
„Зулендър“ (на английски: Zoolander) е американски комедиен филм от 2001 г. с участието на Бен Стилър, който също е режисьор, продуцент и сценарист на филма. Филмът съдържа елементи от двойни късометражни филми, режисирани от Ръсел Бейтс и написани от Дрейк Сатър и Стилър за телевизионните специални издания на Модните награди на VH1 през 1996 и 1997 г. По-ранните късометражни филми и в този филм включва Дерек Зулендър (Стилър), глуповат супермодел.
Филмът е последван от продължение – „Зулендър 2“, пуснат през февруари 2016 г. с негативни отзиви. Анимационният сериал, озаглавен „Супермоделът Зулендър“, е пуснат в Netflix UK през август 2016 г.

## Актьорски състав
| Актьор               | Роля                     |
| -------------------- | ------------------------ |
| Бен Стилър           | Дерек Зулендър           |
| Оуен Уилсън          | Хансел Макдоналд         |
| Кристин Тейлър       | Матилда Джефрис          |
| Уил Феръл            | Якобим Мугату            |
| Мила Йовович         | Катинка Ингабоговина     |
| Джери Стилър         | Мори Болщейн             |
| Дейвид Духовни       | Джей Пи Прюит            |
| Джон Войт            | Лари Зулендър            |
| Александър Скарсгард | Микъс                    |
| Нейтън Лий Греъм     | Тод                      |
| Джъстин Теру         | Злият Ди Джей            |
| Анди Дик             | Олга                     |
| Андрю Уилсън         | Човек на ъгъла           |
| Джон Варгас          | Италанският дизайнер     |
| Дженифър Кулидж      | Американската дизайнерка |
| Тони Канал           | Френският дизайнер       |
| Патън Освалт         | Фотограф                 |
| Мейсън Уеб           | Дерек Зулендър младши    |

### Гост звезди
- Дейвид Боуи
- Били Зейн
- Ланс Бас
- Тайсън Бекфорд
- Виктория Бекъм
- Ема Бънтън
- Стивън Дуриф
- Шаво Одаджян
- Фред Дърст
- Фабио Ланзони
- Том Форд
- Куба Гудинг Джуниър
- Тео Коган
- Лукас Хаас
- Томи Хилфигър
- Парис Хилтън
- Кармен Кас
- Хайди Клум
- Лени Кравиц
- Карл Лагерфелд
- Лил Ким
- Джеймс Марсдън
- Ан Меара
- Натали Портман
- Франки Райдър
- Марк Ронсън
- Гейвин Росдейл
- Уинона Райдър
- Гари Шандлинг
- Крисчън Слейтър
- Гуен Стефани
- Доналд Тръмп
- Мелания Тръмп
- Донатела Версаче
- Вероника Уеб

## Саундтрак
Саундтракът на „Зулендър“ е пуснат на 25 септември 2001 г.

## В България
В България филмът е пуснат по кината през 2001 г. от Съни Филмс Ентъртейнмънт.
На 21 август 2002 г. е издаден на VHS и DVD от Александра Видео.
На 18 юли 2009 г. е излъчен по Нова телевизия с български дублаж, записан в Арс Диджитал Студио. Екипът се състои от:
| Преводач            | Захари Генчев                                                                   |
| Тонрежисьор         | Михаил Михайлов                                                                 |
| Режисьор на дублажа | Яна Янева                                                                       |
| Озвучаващи артисти  | Мариана Жикич Татяна Захова Александър Воронов Тодор Николов Светозар Кокаланов |